# معصم جاثی
مِعصَم جاثی (مچ دست زانوزده) یا لاندا زانوزده یا لاندا هرکول یک ستاره است که در صورت فلکی زانوزده قرار دارد.